# Turið Torkilsdóttir
Turið Torkilsdóttir (ca. 960 i Norge, -  ca. 1047 i Skúvoy?, Færøerne) var den første kvinde man ved noget om i den færøske historie. I vikingetiden på Færøerne var hun øernes indflydelsesrigeste kvinde.
Turið er datter af Ragnhild Toralfsdóttir og Torkil Barfrost fra Norge. I litteraturen er hun mest nævnt som Turið (høvdingenke). 
Ca. 986 giftede hun sig med Sigmundur Brestisson, efter at han for tredje gang havde været i Norge. Ifølge Færingesagaen fandt brylluppet sted i syv dage på kong Håkon Jarls gård ved Trondheim. Om efteråret flyttede parret og deres datter Tóra Sigmundsdóttir til Færøerne, hvor Turið tilbragte resten af sil liv. 
Sammen med Sigmundur havde hun også sønnnerne Tórálvur, Steingrímur, Brandur og Heri Sigmundsson, som alle levede på gården i i Skúvoy.